# Jaume Torrents i Gutiérrez de Pando
Jaume Torrents i Gutiérrez de Pando (Barcelona, 3 d'agost de 1900 - 4 d'agost de 1976) fou un músic, compositor de sardanes i periodista radiofònic català.
Instrumentista de violoncel, va ser alumne entre d'altres d'Higini Anglès i Josep Cumellas i Ribó. Ingressà a l'Orquestra Pau Casals i el 1923 va formar part de l'orquestra que va retransmetre des del Teatre Grec de Barcelona el primer concert de música clàssica retransmès per ràdio a Catalunya. El 1924 va ingressar a Ràdio Barcelona, a la que estarà vinculat fins 1971 i en la que arribaria a ser director de programes.
Va col·laborar escrivint articles a La Vanguardia i va compondre sardanes. El govern francès li atorgà el títol de cavaller de l'Chevalier des Arts et des Lettres per la seva recopilació de ciutats del món que es diuen Barcelona. També va rebre un dels Premis Ondas 1970.

## Sardanes
- La sardana de la rosa (1954)
- La pepa maca (1957)
- Princesa de Barcelona (1958)
- Cançó d'enyorament (1958)
- Amor triomfant (1962)
- Tecla tarragonina (1965)
- Girona somriu (1966)